# Ronnie James Dio

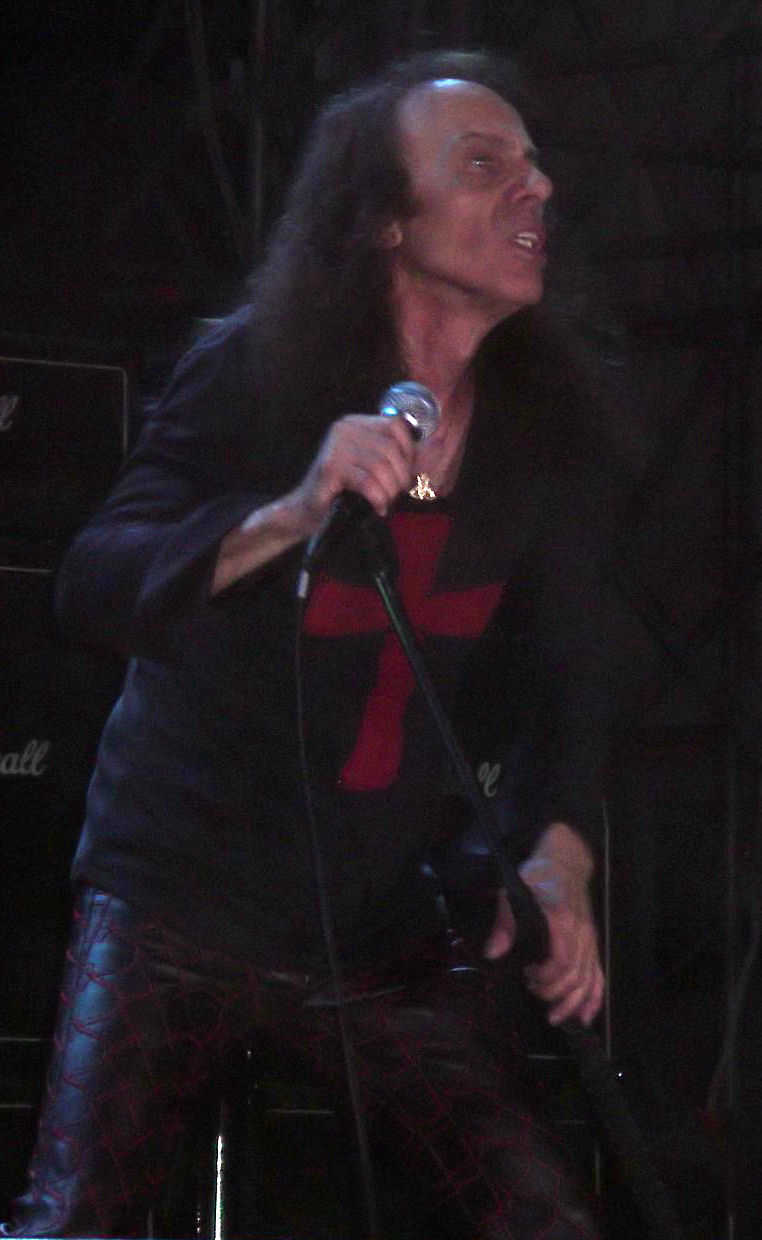
Ronnie James Dio

Ronnie James Dio (nume la naștere Ronaldo Giovanni Padovan; n. 10 iulie 1942, Portsmouth⁠(d), New Hampshire, SUA – d. 16 mai 2010, Houston, Texas, SUA) a fost un cântăreț și compozitor american de heavy metal, care a cântat cu Elf, Rainbow, Black Sabbath și cu propria sa trupă, Dio. Printre alte proiecte la care a participat se numără și Hear'n Aid. Este recunoscut pentru vocea sa puternică dar și pentru semnul „coarnele diavolului” făcut cu mâna în timpul concertelor. În ultima perioadă a vieții a fost implicat într-un proiect cu foștii membrii ai formației Black Sabbath, Tony Iommi, Geezer Butler și Vinny Appice sub numele de Heaven and Hell. Primul lor album de studio, The Devil You Know, a fost lansat pe 28 aprilie 2009.

## Începutul carierei muzicale
Dio a început la vârsta de 5 ani să învețe să cânte la trompetă și chitară bas, îndemnat de tatăl său. În 1957, la vârsta de 15 ani, cânta pentru prima oară într-o trupă, în cea a școlii, numită The Vegas Kings, din Cortland. Numele trupei s-a schimbat în Ronnie & The Rumblers și mai târziu în Ronnie and the Red Caps.
In anul 1960 a folosit pentru prima oara numele de scenă Dio, dar se presupune că era din cauza unui mafioso din Florida numit Johnny Dio, de care era pe atunci foarte impresionat.
După un nou schimb de nume al trupei în Ronnie Dio and the Prophets au apărut diverse Singles și primul album cu titlul Dio at Domino's. Înregistrarea a avut loc în localul de scenă Domino's Restaurant, un punct de întâlnire pentru dans foarte iubit în Cortland și pentru care trupa, de ceva timp, cânta. Ei au devenit astfel, pe plan local, cunoscuți.

## Discografie
- Elf
  - Elf (1972)
  - L.A.59/Carolina County Ball (1974)
  - Trying to Burn the Sun (1975)
- Roger Glover
  - The Butterfly Ball (1974)
- Rainbow
  - Ritchie Blackmore’s Rainbow (1975)
  - Rainbow Rising (1976)
  - Rainbow on Stage (1977)
  - Long Live Rock’n’Roll (1978)
  - Live in Germany 1976 (1990)
  - Live in Munich 1977 (2006)
  - Live in Düsseldorf 1976 (2006)
  - Live in Cologne 1976 (2006)
  - Live in Nuremberg 1976 (2006)
- Black Sabbath
  - Heaven and Hell (1980)
  - Mob Rules (1981)
  - Live Evil (1983)
  - Dehumanizer (1992)
  - Black Sabbath – The Dio Years (2007)
- Kerry Livgren
  - Seeds of Change (1980)
- Dio
- Studio-Albums:
  - Holy Diver (1983)
  - The Last in Line (1984)
  - Sacred Heart (1985)
  - Dream Evil (1987)
  - Lock Up the Wolves (1990)
  - Strange Highways (1994)
  - Angry Machines (1996)
  - Magica (2000)
  - Killing the Dragon (2002)
  - Master of the Moon (2004)
- Live-Albums & Compilations:
  - Intermission (live) (1986)
  - Diamonds – The Best of Dio (1992)
  - Inferno/Last in Live (1998)
  - Evil or Divine (Live-DVD) (2003)
  - We Rock (Live-DVD) (2005)
  - Holy Diver Live (2006)
- Heaven & Hell
  - Live from Radio City Music Hall (Doppel-CD) (2007)
  - The Devil You Know (2009)
- Deep Purple & the London Symphony Orchestra
  - Live at the Royal Albert Hall (1999)
- Deep Purple
  - Live at the Rotterdam Ahoy 30th October 2000 (2001)
- Diverse
  - Hear ’n Aid (Sampler) – Stars (1985)
  - Dr. X (voce) pentru Queensrÿche Operation Mindcrime II (2004)
  - Pick Of Destiny – Tenacious D
  - Push (2006)

## Filme
Dio a avut un rol mic în Pick of Destiny a trupei Tenacious D. În această scenă, personajul adolescent Jack (Jack Black) se roagă la un poster cu Dio, după ce tatăl său (interpretat de Meat Loaf) i-a "curățat" camera, arucându-i posterele diferitelor formații rock. Dio îi răspunde adolescentului și îi dă ordinul de a  pleca la Hollywood și de a forma cea mai mare trupă rock din toate timpurile.